# Vigdís Finnbogadóttir
Vigdís Finnbogadóttir, född 15 april 1930 i Reykjavík, är en isländsk politiker. 
Vigdís Finnbogadóttir var Islands president mellan 1 augusti 1980 och 1 augusti 1996. Hon var världens första demokratiskt valda kvinnliga statsöverhuvud. Med sina 16 år på posten är hon än idag världens längst sittande valda kvinnliga statsöverhuvud. Hon var även Islands första, och enda, kvinnliga president fram till Halla Tómasdóttir. Idag är hon Unescos goodwillambassadör och medlem i Club of Madrid.

## Biografi

### Uppväxt
Vigdís Finnbogadóttir föddes i Reykjavík den 15 april 1930. Hennes far, Finnbogi Rútur Þorvaldsson (1891–1973), var civilingenjör men också professor vid Islands universitet. Hennes mor Ásta Sigríður Eiríksdóttir (1894–1986) var sjuksköterska samt ordförande för Sjuksköterskornas Förbund 1930–1955. De fick två barn, Vigdís och en son, Þorvaldur, som föddes ett år senare.

### Utbildning
Vigdís Finnbogadóttir tog studenten 1949 och studerade sedan franska och fransk litteratur vid Grenobles universitet och Sorbonne i Paris med teaterkunskap som specialämne 1949–1953. Hon fortsatte sin utbildning i teaterkunskap vid Köpenhamns universitet 1957–1958. År 1960 skrev hon in sig i Södermanlands-Nerikes nation i Uppsala och installerades 1980 som hedersledamot. Fil. kand. i franska och engelska från Islands Universitet 1968. Hon fick ett diplom i undervisning och pedagogik 1968. Under 1960- och 1970-talen deltog hon i demonstrationerna mot USA:s militära närvaro på Island. År 1975 deltog hon i en generalstrejk där lika lön för kvinnor som för män krävdes och där över 20 % av de isländska kvinnorna deltog.

## Karriär
Vigdís Finnbogadóttir arbetade som pressekreterare för Islands nationalteater under åren 1954–1957 och 1961–1964. Turistguide på Island i flera år och koordinator för Islands Turistbyrå, senare gymnasielärare i franska 1962–1972, undervisade i franska i språkkurser i Islands television (RUV) 1970–1971. Mellan 1972 och 1980 var hon lärare vid Islands universitet i fransk litteratur. Teaterchef för Reykjaviks Stadsteater 1972–1980. Åren 1976–1980 var hon medlem av Nordiska kulturrådet.

## Islands president
År 1980 valdes hon till Islands fjärde president och var världens första demokratiskt valda kvinnliga president. I presidentvalet var hennes motståndare Guðlaugur Þorvaldsson, Pétur Thorsteinsson och Albert Guðmundsson. Det var det första presidentvalet med flera kandidater. Vigdís Finnbogadóttir var ensamstående mor då hon valdes till Islands president; hennes adoptivdotter är Ástríður, född 1972. Hon återvaldes 1984, 1988 och 1992. År 1988 vann hon valet med 94 % av rösterna. År 1996 valde hon att inte ställa upp för en ytterligare mandatperiod.
Numera verkar hon som Unescos goodwillambassadör. År 2000 utnämndes hon till hedersdoktor vid Islands universitet.

## Utmärkelser

### Nationella utmärkelser
- : Island
  -  Isländska falkorden (1 augusti 1980)[5]

### Utländska utmärkelser
- : Danmark
  -  Elefantordern (25 februari 1981)
- : Frankrike
  -  Hederslegionen (12 april 1982)
  -  Arts et Lettres-orden
- : Finland
  -  Finlands Vita Ros’ orden (1982)
- : Tyskland
  -  Förbundsrepubliken Tysklands förtjänstorden (1988)
- : Italien
  -  Italienska republikens förtjänstorden (5 oktober 1987)
- : Luxemburg
  -  Nassauska Gyllene lejonets orden (1986)
- : Norge
  -  Sankt Olavs orden (21 oktober 1981)
- : Nederländerna
  -  Nederländska Lejonorden (18 september 1985)[6]
- : Spanien
  -  Karl III:s orden(11 september 1985)[7]
- : Sverige
  -  Serafimerorden (8 oktober 1981)
- : Storbritannien
  -  Bathorden (25 juni 1990)[8]
  -  Sankt Mikaels och Sankt Georgsorden (18 februari 1982)

### Hedersutmärkelser
Hon har fått utmärkelser från följande universitet:
- Université Grenoble-Alpes, Frankrike (1985)
- Bordeaux universitet, Frankrike (1987)
- Smith College, USA (1988)
- Luther College, USA (1989)
- University of Manitoba, Kanada (1989)
- University of Nottingham, Storbritannien (1990)
- University of Tampere, Finland (1990)
- Göteborgs universitet, Sverige (1990)
- Gakushuin University, Japan (1991)
- University of Miami, USA (1993)
- Norges teknisk-naturvetenskapliga universitet, Norge (1993)[9]
- St. Mary's University in Halifax, Kanada (1996)
- University of Leeds, Storbritannien (1996)
- Memorial University of Newfoundland, Kanada (1997)
- University of Guelph, Kanada (1998)
- Islands universitet, Island (2000)